# الاتحاد العالمي لجمعيات الأمم المتحدة
تأسس الاتحاد العالمي لجمعيات الأمم المتحدة في عام 1946 باعتباره اتحادًا للجمعيات الوطنية. وتتمثل أهدافه في تعزيز قيم ميثاق الأمم المتحدة، والدفاع عن التعددية، والعمل من أجل منظمة أمم متحدة أفضل، وزيادة الوعي بالركائز الأساسية لعمل الأمم المتحدة وهي السلام والأمن، والتنمية المستدامة، وحقوق الإنسان.
وهو منظمة دولية غير حكومية تتمتع بوضع استشاري في المجلس الاقتصادي والاجتماعي التابع للأمم المتحدة ويتمتع بروابط استشارية أو اتصالية مع العديد من المنظمات والوكالات الأخرى التابعة للأمم المتحدة. وباعتباره اتحادًا، فإن عضويته تتألف من 95 جمعية تابعة للأمم المتحدة في نفس العدد من الدول الأعضاء في الأمم المتحدة.
وهي أكبر منظمة غير ربحية تهدف إلى دعم مبادئ وأهداف الأمم المتحدة.

## تاريخ
تم وضع الأساس لوجود حركة شعبية لصالح منظمة حكومية دولية عالمية من قبل الاتحاد الدولي لجمعيات عصبة الأمم الذي توقف عن العمل في عام 1939. 
تأسس الاتحاد في لوكسمبورج في 2 أغسطس 1946  من قبل 22 جمعية وطنية تابعة للأمم المتحدة (UNAs). وينص الدستور الذي اعتمدوه على ما يلي:
"نحن ممثلو جمعيات الأمم المتحدة في بلداننا،
وإذ نؤمن بأن الحروب تبدأ في عقول البشر، فإنه في عقول البشر يجب بناء دفاعات السلام، و
وإذ نؤمن بأن السلام يجب أن يرتكز، إذا أردنا له أن لا يفشل، على التضامن الفكري والأخلاقي بين جميع الشعوب،
قررنا أن نجمع جهودنا لتشكيل جمعية للشعوب تُعرف باسم الاتحاد العالمي لجمعيات الأمم المتحدة."

على مر السنين، تم إنشاء اتحادات في عدد من الدول الأعضاء في الأمم المتحدة، وخاصة مع تشكيل بلدان جديدة وانضمامها إلى الأمم المتحدة.
كانت إليانور روزفلت مشاركة فعالة في الاتحاد العالمي وواحدة من الشخصيات الرائدة في إنشائه. 
وعلى الصعيد العملي، لعب الاتحاد دوراً حاسماً في مساعدة الناس في تلك البلدان التي انتهكت فيها حقوق الإنسان، مثل إسبانيا في عهد فرانكو، وبعض البلدان الشيوعية السابقة في أوروبا الشرقية والشرق الأوسط. جمع الاتحاد بين شعوب البلدان المنقسمة - مثل ألمانيا الشرقية والغربية وقبرص - والمعارضين في الصراعات، على سبيل المثال بين إسرائيل ومصر في أواخر الستينيات.
ساهم الاتحاد في تعزيز "الأمن والتعاون في أوروبا" من خلال عقد أول مؤتمر حول هذا الموضوع في عام 1967. وقد اتبعت منظمات غير حكومية أخرى حملة الاتحاد، واستمرت هذه الحملة حتى عام 1975 عندما تم التوقيع على الوثيقة الختامية في هلسنكي من قبل 35 حكومة، بما في ذلك الولايات المتحدة وكندا، والتي أدت إلى إنشاء عملية مؤتمر الأمن والتعاون في أوروبا. وقد أدت الحملات الإضافية في عام 1994 إلى عملية مؤتمر الأمن والتعاون في أوروبا التي تضمنت رفع مستوى مؤتمر المراجعة الذي يعقد كل عامين إلى منظمة دائمة (الأمن والتعاون في أوروبا).
قدم الاتحاد، بما في ذلك أعضاؤه الأفارقة، مساهمات كبيرة في حملة المنظمات غير الحكومية من أجل إلغاء نظام الفصل العنصري. في عام 1977، تلقت الجمعية العامة للأمم المتحدة في دورتها الثانية والثلاثين قراراً من اجتماع اللجنة التنفيذية للاتحاد العالمي لرابطات الأمم المتحدة رقم 117، والذي طلب:
"يدعو مجلس الأمن التابع للأمم المتحدة إلى النظر بشكل عاجل في اتخاذ خطوات فورية لضمان عدم السماح لأي دولة أو منظمة متعددة الجنسيات أو أي هيئة أو شخص آخر بتزويد جنوب أفريقيا أو روديسيا بأي معدات أو تكنولوجيا أو إنتاج للأسلحة النووية من أي نوع".
سهل الاتحاد إجراء مشاورات غير رسمية رفيعة المستوى بشأن قضايا نزع السلاح بين الخبراء الرئيسيين من الولايات المتحدة والاتحاد السوفييتي أثناء الحرب الباردة. ونظم عدداً من الندوات للمنظمات غير الحكومية حول نزع السلاح بالتعاون مع الأمم المتحدة واليونسكو ومنظمات غير حكومية أخرى.
وعمل الاتحاد، خلال تاريخه، كمنتدى للحوار العالمي بشأن التنمية. وقد تم اعتماد العديد من الاقتراحات، مثل إنشاء لجنة اقتصادية لأفريقيا.
ودعم الاتحاد بشكل فعال إصلاح الأمم المتحدة وتعزيز قدرتها على مواجهة المهام والتحديات الجديدة. وحظي بشكل مستمر بتقدير من أعلى المستويات في الأمم المتحدة. إن المشاعر التي عبر عنها الأمين العام للأمم المتحدة، داغ همرشولد، في هذا البيان الذي ألقاه أمام الجمعية العامة الثانية عشرة للاتحاد العالمي لجمعيات الأمم المتحدة، قد شاركها خلفاؤه: "أود أن أعرب عن تقديري لخدمتكم الأكثر أهمية. وفي الوقت نفسه، أود أن أحثكم على بذل جهود جديدة. لقد أنجزتم الكثير على مر السنين وتصرفتم بإحساس متزايد بالمسؤوليات العظيمة الملقاة على عاتقكم".
على مدى سنوات عديدة، نظم الاتحاد برنامجاً لجمع التبرعات يعتمد على بيع أغلفة اليوم الأول من طوابع الأمم المتحدة والمطبوعات الحجرية التي أنتجها فنانون ومشاهير، مثل بيكاسو ولو تشنغ جانج وميرو وسلفادور دالي وروبن ليفا وآل هيرشفيلد وآندي وارهول، للترويج لمبادئ الأمم المتحدة. لقد استمر هذا البرنامج الناجح للغاية لعدة عقود خلال القرن العشرين.
اعتمدت الجمعية العامة للأمم المتحدة عدة قرارات تعبر عن تقديرها لجهود الاتحاد العالمي لجمعيات الأمم المتحدة في دعم قيم الأمم المتحدة. في عام 1986، أقر القرار 41/68 بأن الاتحاد العالمي لجمعيات الأمم المتحدة هو "المنظمة غير الربحية الوحيدة المخصصة بالكامل لحشد الدعم الشعبي لأهداف ومبادئ الأمم المتحدة" وطلب من "جميع الحكومات مساعدة الاتحاد العالمي لجمعيات الأمم المتحدة" في أنشطته. وفي عام 2013، أشاد القرار 64/86 بالاتحاد وجمعياته التابعة للأمم المتحدة على المساهمات القيمة التي قدموها، ودعا إلى مواصلة التعاون بين الاتحاد وإدارة شؤون الإعلام دعماً لأهدافهما التكميلية". وفي عام 2015، أشار القرار 70/93 إلى القرار 41/68.

## قيادة

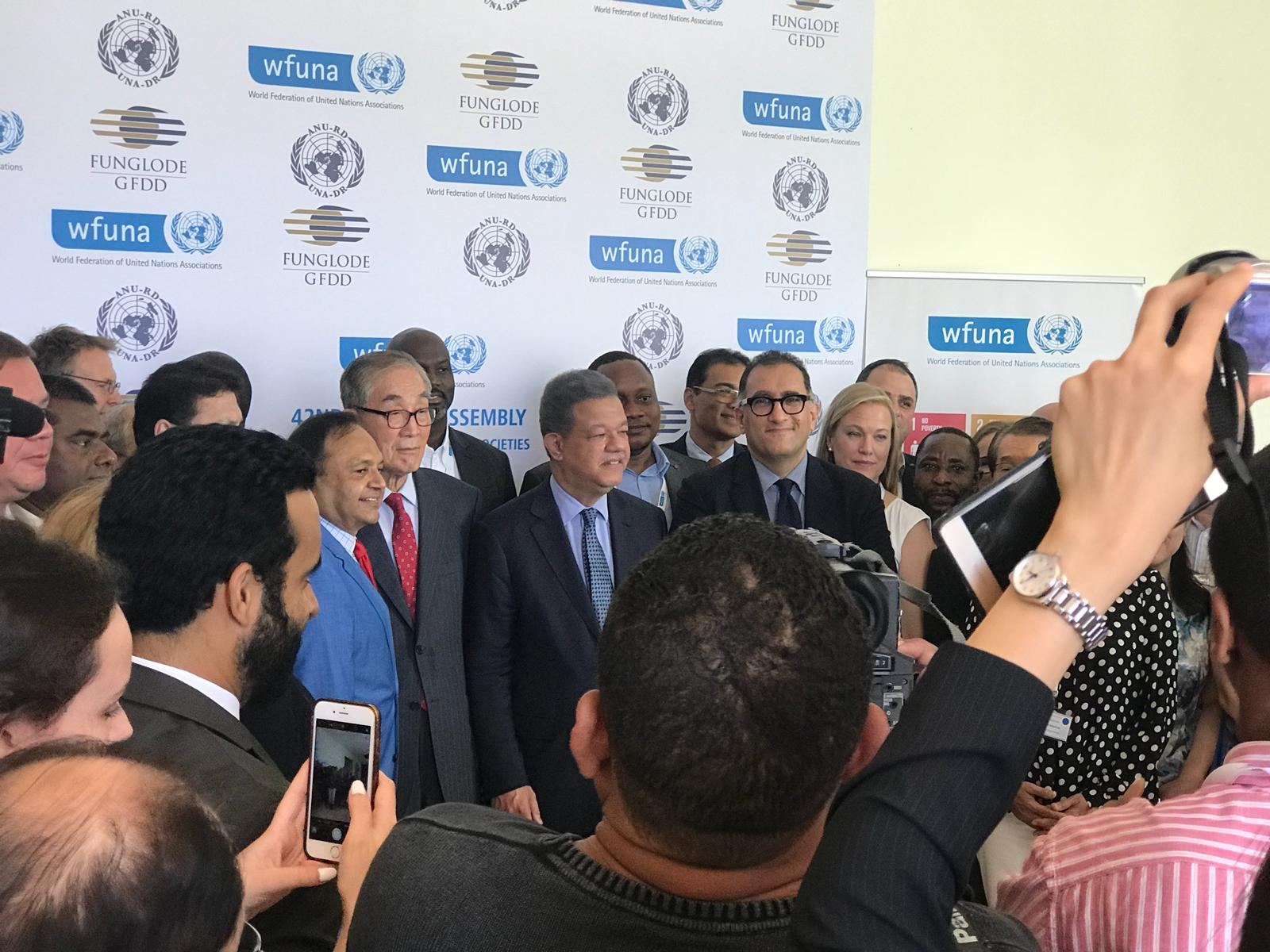
ليونيل فرنانديز وقيادة الاتحاد في يوم انتخابه، 20 أكتوبر 2018

| الترتيب | الرئيس               | الدولة              | الفترة                          |
| ------- | -------------------- | ------------------- | ------------------------------- |
| 1       | جان مازاريك          | تشيكوسلوفاكيا       | 2 أغسطس 1946 – 10 مارس 1948     |
| –       | ك. ب. كورتني         | المملكة المتحدة     | 1948                            |
| –       | ج. سيمونسن           | الدنمارك            | 1949 – 1951                     |
| 2       | نصر الله انتظام      | إيران               | 1951 – 1953                     |
| 3       | فيجايا لاكشمي بانديت | الهند               | 1954                            |
| 4       | لا-لاد بيبولسونجرام  | تايلاند             | 1955 – 1956                     |
| 5       | روبرتو أغو           | إيطاليا             | 1957 – 1959                     |
| 6       | باول غاغنهايم        | سويسرا              | 1960 – 1963                     |
| 7       | أدريان بيلت          | هولندا              | 1963 – 1966                     |
| 8       | أليش بيبلر           | يوغسلافيا           | 1966 – 1969                     |
| 9       | مايكل تريانتافيليدس  | قبرص                | 1969 – 1973                     |
| 10      | يو ثانت              | بورما               | 1973 – 1974                     |
| 11      | رينيه ماهو           | فرنسا               | 1975 – 1976                     |
| 12      | ميهاي سيماي          | المجر               | 1976 – 1981                     |
| 13      | سيدني ويلر           | الولايات المتحدة    | 1981 – 1983                     |
| 14      | ديفيدسون نيكول       | سيراليون            | 1983 – 1987                     |
| 15      | موريس سترونج         | كندا                | 1987 – 1991                     |
| 16      | أندرولا فاسيليو      | اليونان             | 1991 – 1995                     |
| 17      | هاشم عبد الحليم      | الهند               | 1995 – 2003                     |
| 18      | رايل جانسن           | نيوزيلندا           | 2003 – 2006                     |
| 19      | هانز بليكس           | السويد              | 2006 – 11 أغسطس 2009            |
| 20      | بارك سو جيل          | كوريا الجنوبية      | 11 أغسطس 2009 – 20 نوفمبر 2018  |
| 21      | ليونيل فرناندز       | جمهورية الدومينيكان | 20 نوفمبر 2018 – 11 نوفمبر 2022 |
| 22      | شون تشين             | الولايات المتحدة    | 11 نوفمبر 2022 – حتى الآن       |

## العضوية والشبكة
هناك حاليا 92 جمعية تابعة للأمم المتحدة تربط مئات الآلاف من الناس بالأمم المتحدة. تلعب وكالات الأمم المتحدة على المستوى الوطني دورًا رئيسيًا في:
- نشر المعلومات والمواد التعليمية حول أهمية التعددية والأمم المتحدة
- الضغط على الحكومة والأحزاب السياسية ومجموعات المصالح
- إجراء مؤتمرات نموذجية للأمم المتحدة
- - حث وسائل الإعلام على تقديم تغطية دورية ودقيقة للأمم المتحدة وبرامجها.
- تسهيل مشاركة مواطني الدول الأعضاء في الأمم المتحدة لصالح القيم المشتركة لميثاق الأمم المتحدة
- تعزيز المواطنة العالمية

لا يمكن الاعتراف بجمعية الأمم المتحدة إلا في دولة عضو في الأمم المتحدة، ولا يمكن أن يكون هناك أكثر من جمعية واحدة في كل دولة عضو في الأمم المتحدة. جميع الجمعيات هي منظمات غير ربحية، مستقلة عن بعضها البعض. ويتولى الاتحاد العالمي لجمعيات الأمم المتحدة تنسيق الشبكة ويبذل الجهود في بناء قدرات أعضائه الحاليين في حين يحاول تقديم المشورة للمجموعات الراغبة في إنشاء اتحادات جديدة للأمم المتحدة في الدول الأعضاء التي ليس لديها أي اتحادات.
القارة التي تضم أكبر عدد من الجمعيات التابعة للأمم المتحدة هي أوروبا تليها مباشرة أفريقيا، في حين شهدت أمريكا الجنوبية نمواً سريعاً في أعداد الجمعيات التابعة للأمم المتحدة خلال العقد الماضي.

## مجالات العمل
يشارك الاتحاد العالمي في منظومة الأمم المتحدة منذ إنشائه ويعمل مع معظم الدول الأعضاء من خلال أنشطته ومن خلال جمعياته الأعضاء.
- الشفافية في الأمم المتحدة: كجزء من مهمة الاتحاد العالمي لرابطات الأمم المتحدة لتعزيز وتحسين الأمم المتحدة، تنفذ المنظمة مبادرات تعمل على زيادة شفافية العمليات القائمة في الأمم المتحدة.
- المجتمع المدني يعمل نحو تحقيق أهداف التنمية المستدامة: كجزء من الاعتقاد بأن مشاركة الناس في صنع القرار المحلي والوطني والعالمي أمر ضروري لتحقيق أهداف الأمم المتحدة، يضمن الاتحاد العالمي لوكالات الأمم المتحدة مشاركة المجتمع المدني في برامج وفعاليات الأمم المتحدة.
- المواطنة العالمية في جميع أنحاء العالم: نظرًا لأن المواطنة العالمية هي جوهر مهمة الاتحاد، فإن المنظمة تسهل برامج منتظمة تعزز التفكير النقدي وحل المشكلات، وتمكن الناس من التصرف في مجتمعاتهم.
- حقوق الإنسان: منذ اعتماد الإعلان العالمي لحقوق الإنسان في عام 1948، اعتبر الاتحاد العالمي الدفاع عن حقوق الإنسان جزءاً أساسياً من برامجه. وقد نظم عدداً من الندوات الدولية في مناطق مختلفة من العالم حول تدريس حقوق الإنسان. لقد كان اقتراح إنشاء منصب المفوض السامي لحقوق الإنسان مدرجاً على جدول أعمال الاتحاد العالمي لوكالات الأمم المتحدة لسنوات عديدة.

## الفن والطوابع
خصص العديد من الفنانين المشهورين أعمالهم أو فنونهم للاتحاد العالمي وقيم المنظمة.
بدأ برنامج الطباعة الحجرية التابع للاتحاد العالمي في عام 1966  بمناسبة الذكرى الثلاثين لتأسيس الاتحاد، وشمل البرنامج مجموعة من الأعمال لفنانين مشهورين مثل سلفادور دالي أو فريدريش هوندرتفاسر. وقد أعيد إنتاج العديد من هذه الأعمال في وقت لاحق لتصبح جزءًا من برنامج الطوابع البريدية للاتحاد العالمي، حيث أدرجت الأمم المتحدة الطوابع ضمن عرضها للتداول العام. وفي عام 1976 أضيفت مطبوعات حجرية أخرى مثل تلك الخاصة بفيكتور فاساريلي، الممثل الفرنسي لمدرسة الفن البصري. في ثمانينيات القرن العشرين، وقع الفنان السريالي خوان ميرو لصالح الاتحاد على واحدة من آخر مطبوعاته الحجرية. وتوقف البرنامج لمدة قصيرة، ثم استؤنف بعد الجمعية العامة الثانية والأربعين للمنظمة. في عام 2020، قام الفنان الفرنسي جريج ماثياس من مدرسة التكعيبية الجديدة بتوقيع أول عمل فني مطبوع على الخشب لصالح الاتحاد، بعنوان "الجسور".
في عام 2020، استأنف الاتحاد العالمي أيضًا الإبداع التقليدي للملصقات الفنية لإحياء ذكرى أحداث معينة بدءًا من الذكرى الخامسة والسبعين للأمم المتحدة  وبفكرة "التعددية الهشة" كرسالة رائدة.
تشمل قائمة الفنانين الذين يوقعون على أعمالهم لبرنامج الطباعة الحجرية التابع للاتحاد:
- فيكتور فاساريلي (فرنسا)
- شيم جروس (الولايات المتحدة الأمريكية)
- خوان ميرو (أسبانيا)
- سلفادور دالي (أسبانيا)
- فريدريش هوندرتفاسر (ألمانيا)
- جريج ماثياس (فرنسا)
- نورمان روكويل (الولايات المتحدة الأمريكية)
- فرانتيشك رايشينتال (النمسا-المجر / تشيكوسلوفاكيا)
- آندي وارهول (الولايات المتحدة الأمريكية)
- ريتشارد بيرنشتاين (الولايات المتحدة الأمريكية)